# Trefl (przedsiębiorstwo)
Trefl S.A. – polskie przedsiębiorstwo zajmujące się produkcją puzzli, gier planszowych, zabawek oraz książek z siedzibą w Gdyni. Dystrybutor zabawek marek SIKU, VTech, Lalaboom, czy Hape. Firma produkuje puzzle i gry oparte na programach licencyjnych, wśród nich: Disney, Mattel, Hasbro, Marvel, Rodzina Treflików, czy Bobaski i Miś. 
W 2018 r. firma została opisana jako jeden z największych producentów puzzli w Europie.